# Amphicyclus japonicus
Amphicyclus japonicus is een zeekomkommer uit de familie Cucumariidae.
De wetenschappelijke naam van de soort werd in 1884 gepubliceerd door Francis Jeffrey Bell.